# Бориша Ковачевић Шћепан
Борислав Бориша Ковачевић Шћепан (Жупањац, 2. децембар 1908 — Миљевина, код Фоче, 13. јун 1943) био је учесник Народноослободилачке борбе и народни херој Југославије.

## Биографија
Рођен је 2. децембра 1908. године у Жупањцу. Потиче из богате трговачке породице. Основну школу завршио је у Дувну, гимназију у Сарајеву, а Филозофски факултет у Београду. Као гимназијалац припадао је револуционарном омладинском покрету Сарајева и постао члан Савеза комунистичке омладине Југославије.
У чланство илегалне Комунистичке партије Југославије примљен је 1930. године, као студент прве године. Његов политички рад на Београдском универзитету, отпочео је свега годину дана после завођења Шестојануарске диктатуре краља Александра Карађорђевића, током које је вршен систематски прогон комуниста. Бориша је био један од најактивнијих студената-комуниста на Београдском универзитету, а политички је деловао и у родном крају за време распуста.
Због револуционарног рада често је хапшен и прогањан, а после завршетка факултета, 1934. године, није могао добити стално запослење. Потом се вартио у Босну, где је наставио политичко деловање. Радио је на омасовљењу радничког покрета и јачању партијских организација. Посебно се истицао у раду с омладином.
Године 1938. Бориша Ковачевић је изабран за секретара обновљеног Покрајинског комитета КПЈ за Босну и Херцеговину и био најзаслужнији за пресељење седишта овог комитета из Мостара у Сарајево. Активнио је радио у синдикатима, с омладином, посебно скојевском, у женским организацијама, културнопросветним и спортским друштавима, стручним и другим удружењима и др. Као секретар Покрајинског комитета био је веома заслужан за борбу против секташтва и спречавање фракцијских борби у оквиру Комунистичке партије на територији Босне и Херцеговине, подржавајући новоизабраног генералног секретара КПЈ Јосипа Броза Тита.
После Априлског рата и окупације Краљевине Југославије, 1941. године, Бориша је као члан Покрајинског комитета КПЈ за БиХ активно је радио на припремама оружаног устанка против окупатора. Илегално је радио у окупираном Сарајеву и био организатор успостављања веза са свим устаничким подручјима око Сарајева, а преко тамошњих војних и партијских руководстава ширене су и одржаване везе с осталим подручјима Босне и Херцеговине, затим Хрватске, Србије и Црне Горе.
Почетком октобра 1941. године, дошао је на подручје Калиновика и активно учествовао у формирању Калиновичког партизанског одреда и Окружног комитета КПЈ за подручје Калиновик-Фоча. Био је политички комесар Одреда и члан Окружног комитета. Потом је учествоаво и у организовању Окружног комитета СКОЈ-а и органа Народне власти, од месних до општинских. Присуствовао је партијском саветовању у Иванчићима, 7. и 8. јануара 1942. године.
Бориша је био један од најзаслужнији за очување језгра Калиновичког партизанског одреда, који је у пролеће 1942. године проживљавао велику кризу под снажним ударом окупаторских и квислиншких снага, а посебно четника. Он је примењивао нову тактику борбе против непријатеља - с мањим групама деловати илегално у позадини, и политичком борбом и снажним акцијама придобијати масе за Народноослободилачки покрет.
Почетком јула 1942. године, Бориша је, заједно с Карлом Батком, народним херојем, и осталим руководиоцима НОП-а овог подручја, повео групу од око 40 бораца до Врховног штаба НОП и ДВЈ, који се, с пролетерским и ударним бригадама, тада налазио на терену прозорског среза. Група коју су повели се нешто касније укључила у састав Десете херцеговачке ударне бригаде, а Бориша је тада постао руководилац политодела бригаде.
Крајем новембра 1942. године, на Првом заседању АВНОЈ-а у Бихаћу, Бориша је изабран за члана Антифашистичког већа народног ослобођења Југославије. Заједно са Десетом херцеговачком бригадом, која се налазила у саставу Главне оперативне групе Врховног штаба, Бориша је учествовао у многим борбама током Четврте и Пете непријатељске офанзиве. Погинуо је 13. јуна 1943. године од авионске бомебе, за време битке на Сутјесци, на реци Бистрици, недалеко од Миљевине.
Сахрањен је у Гробници народних хероја, у спомен-парку Враца, на планини Требевићу, код Сарајева.
Указом Президијума Народне скупштине Федеративне Народне Републике Југославије, 22. јула 1949. године, проглашен је за народног хероја.
Од 1958. до рата у БиХ, основна школа на Грбавици у Сарајеву је носила име по њему.